# Manualisierung
Manualisierung ist ein Begriff aus der Psychotherapie, der die Formalisierung der einzelnen therapeutischen Schritte für die Therapiestunden bezeichnet. Der Begriff bezeichnet die Erstellung eines Handbuchs, eines Manuals. Eine neue Therapieform wird dementsprechend als manualisiert bezeichnet, wenn die Einzelschritte der Therapie in einem Handbuch dargelegt sind.